# Herb Dziwnowa
Herb Dziwnowa – jeden z symboli miasta Dziwnów i gminy Dziwnów w postaci herbu.

## Wygląd i symbolika
Herb przedsawia na tarczy dzielonej w pas, w górnym polu błękitnym mewę białą w locie, a w polu dolnym żółtym błękitnego mikołajka nadmorskiego z zaznaczonym kwiatostanem. Stosunek wysokości do szerokości wynosi 7:6, krawędź i podział tarczy zaznaczone wyraźną cienką czarną linią.

## Historia
Po nadaniu miastu praw miejskich w styczniu 2004 roku przyjęto także herb uchwałą rady miejskiej nr XVII/195/2004 z 22 czerwca 2004 roku.